# Schneidspalt
Als Schneidspalt (auch Scherspalt) wird der rechtwinkelig zur Schneidebene gemessene Abstand zwischen Ober- und Untermesser beim Scherschneiden bezeichnet, also der seitliche Abstand zwischen den sich aneinander vorbeibewegenden Schneidkanten.
Beim Schneiden von Blechen hängt die Größe des optimalen Schneidspaltes von der Blechdicke und der Werkstofffestigkeit ab. Er beträgt in der Regel maximal 5 % der Blechdicke (0,5 % beim Feinschneiden). Dieser sollte bei komplexen Materialien wie Aluminiumblech zwingend eingehalten werden. Ein kleiner Schneidspalt ist technisch aufwändiger, bringt aber einen deutlich geringeren Kanteneinzug und somit eine bessere Qualität der Schnittflächen. Das führt jedoch bei Aluminium zur Aufbauschneide sowie "Flitter"-Bildung (Blechabrieb). Ein großer Schneidspalt, wie er durch Werkzeugabnutzung entstehen kann, bewirkt eine verstärkte Gratbildung an den Schnittkanten der Werkstücke. In der Regel wird der Spalt so ausgelegt, dass die Risse ausgehend von der Ober- und Untermesserkante aufeinander zulaufen und nicht aneinander vorbeilaufen. Die erreichbare Oberflächengüte ist hier zwar eher schlecht, doch die Maßhaltigkeit ist ausreichend und die Wirtschaftlichkeit am höchsten. Schneidkraft und -arbeit, Werkzeugverschleiß und die Belastung aller Bauteile sind dann am niedrigsten.
Die Größe und Lage des Schneidspaltes beeinflusst deshalb die Standzeit bzw. die Anzahl der möglichen Schnitte bis zum Verschleiß des Werkzeuges. Beim Scherschneiden spricht man auch von der Standmenge des Schneidwerkzeuges.
Ein zu großer Schneidspalt verhindert das Schneiden und bewirkt ein Abquetschen des Werkstückes mit starker Gratbildung.
Zusammengefasst hat die Größe des Schneidspaltes Einfluss auf:
- die Grathöhe am Schnittteil, Einzug und Konizität der Schnittflächen
- die Oberflächengüte der Schnittflächen
- Maßgenauigkeit des Schnittteiles
- die erforderliche Schneidekraft
- den Verschleiß des Schneidwerkzeuges und die mögliche Standmenge